# Литургия оглашенных
Литурги́я оглаше́нных — вторая, после проскомидии, часть литургии византийского обряда. Имеет целью приготовить молящихся к достойному присутствию при совершении таинства евхаристии, напомнить им о жизни и страдании Христа, разъяснить как и почему, были и могут быть спасительны жизнь и страдания Христовы.
Своё название получила от того, что в древности при её совершении допускалось присутствие в храме оглашенных (наставляемых в вере) — то есть людей, ещё только готовящихся к принятию крещения, а также людей кающихся и отлучённых от причастия. В древности оглашенные стояли в притворе и должны были покинуть храм после произнесения диаконом слов: «Ели́цы оглаше́ннии, изыди́те; оглашеннии, изыдите; елицы оглашеннии, изыдите. Да никто от оглашенных, елицы вернии, паки и паки миром Господу помолимся», по произнесении которых заканчивается литургия оглашенных.

## Состав священнодействий
После проскомидии священник, подняв руки, молится о ниспослании на священнослужителей Святого Духа, чтобы Он «сошел и вселился в них» и отверз их уста возвестить хвалу Богу. После этой молитвы начинается литургия оглашенных.
В состав литургии оглашенных входит:
- великая ектения — в ней подробно перечисляются христианские нужды и лица, за которых молится церковь. Во время произнесения диаконом Великой ектении священник в алтаре тайно молится чтобы Господь призрел на храм и молящихся в нём людей;
- изобразительные и праздничные антифоны — используются, чтобы усилить благоговейное упование на Бога. Для этого используются псалмы 102 и 145 в которых в поэтической форме изображены благодеяния Бога еврейскому народу (поэтому они называются «изобразительными»). Так как эти псалмы поются попеременно на двух клиросах, то они также называются антифонами. В двунадесятые праздники поются не изобразительные антифоны, а особые новозаветные стихи к которым прибавляется припев соответствующий празднику;
- гимн «Единородный Сыне» исполняется независимо от того какие антифоны (изобразительные или праздничные) поются на литургии. Он напоминает верующим о главном для христиан благодеянии Бога — ниспослании на землю своего Сына:  Единородный Сыне и Слове Божий, Безсмертен сый, и изволивый спасения нашего ради воплотитися от Святыя Богородицы и Приснодевы Марии, непреложно вочеловечивыйся, распныйся же, Христе Боже, смертию смерть поправый, Един сый Святыя Троицы, спрославляемый Отцу и Святому Духу, спаси нас
- малая ектения разделяет изобразительные и антифоны, а также возглашается после молитвы «Единородный Сыне». Во время малой ектении священник в алтаре молится об исполнении Богом прошений присутствующих в храме людей;
- пение Евангельских блаженств в которых показывается практический идеал истинного христианина и указывается, что верующий испрашивая милостей у Бога должен быть «смиренным духом, сокрушающимся и даже плачущим о своих грехах, кротким, поступающим по правде, чистым сердцем, милосердным к ближнему и терпеливым во всех испытаниях и даже готовым умереть за Христа»[1]. После Блаженств поются особые тропари, называемые «тропарями блаженными», количество которых зависит от приходящегося на этот день праздника;
- малый вход с Евангелием во время которого открываются Царские врата и священник с диаконом выходят из алтаря, неся Евангелие. В настоящее время это действие носит только символический характер, но в древности оно объяснялось тем, что Евангелие хранилось не на престоле, а в диаконнике и для чтения торжественно переносилось в алтарь;
- чтение Апостола и Евангелия совершается для разъяснения верующим христианской веры. Перед чтением Апостола чтец (или диакон) и хор исполняют прокимен, перед чтением Евангелия — аллилуиарий. Во время чтения Апостола диакон совершает каждение, символизирующее благодать Святого Духа с которой проповедовали апостолы, а священник стоит, на горнем месте, как равный апостолам по благодати учительства. Если служит епископ то он сидит, так как является живой иконой Христа
- сугубая ектения;
- ектении об умерших;
- ектении об оглашенных в которых возносятся просьбы чтобы Бог просветил оглашенных и удостоил их крещения;
- ектения о выходе оглашенных завершает данную часть литургии.

## Символическое значение литургии оглашенных
Слова, являющиеся начальным возгласом литургии — «Слава в вышних Богу» символизируют песнь пропетую ангелами при рождении Иисуса Христа то есть начало литургии напоминает верующим о воплощении Сына Божия. Пение евангельских блаженств напоминает о начале проповеди Иисуса Христа и показывают пример христианской жизни. Малый вход символизирует проповедь Христа по городам и сёлам Палестины, а несомый перед Евангелием светильник обозначает Иоанна Предтечу. Чтение Апостола и Евангелия доносит до верующих жизнь и учение Христа о Боге, а каждение между чтениями символизирует распространение благодати на земле после проповеди Христа и апостолов. Ектении и молитвы за оглашенных приглашают верующих помолиться за некрещёных и напоминают, что и крещёные своими грехами могут потерять благодать спасения. Три краткие ектении, возглашаемые до Херувимской песни, символизируют трёхлетнюю проповедь Иисуса Христа.

## Литургия оглашенных в древние времена
С момента Своего появления Христианская церковь активно занималась миссионерством и просвещением. Даже в годы жестоких гонений не переставала осуществляться христианская проповедь — тем более после получения Христианством полной свободы, а затем и статуса государственной религии. Широкое развитие и распространение получает «Уста́в пе́сненных после́дований», который после возведения в 537 году грандиозного собора Святой Софии в Константинополе стал называться «Уставом Великой церкви», где преобладали помпезные патриаршие и императорские выходы, церемонии и воинские парады, крестные ходы с литиёй (на западе — с литаниями), то есть, с богослужениями вне храмов: на площадях, улицах и даже за городом, в случае: губительных эпидемий, землетрясений, пожаров, засух, наводнений, нападений врагов или в благодарность за избавление от них. В те времена Литургия часто также начиналась с крестного хода — празднично-молитвенного шествия в храм духовенства и мирян:

В определённые дни церковная процессия (наш теперешний «крестный ход») начиналась в Св. Софии и направлялась в храм, посвященный памяти празднуемого святого или события, в котором вся Церковь, — а не отдельный «приход», — эту память праздновала. Так, например, 16 января, в день празднования «уз св. Апостола Петра процессия — по указанию „Устава Великой Церкви“ — выходит из Великой Церкви (то есть Святой Софии) и направляется в храм св. Петра, где и совершается праздничная Евхаристия». Так вот, пение антифонов и совершалось во время этой процессии и заканчивалось у дверей храма чтением «молитвы входа» и самим входом в храм духовенства и народа Божия для совершения Евхаристии. Отсюда многообразие антифонов, их «изменчивость» в зависимости от празднуемого события, отсюда существование до сего дня особых антифонов, предписанных в дни больших Господних праздников и т. п… Иногда, однако, вместо антифонов пелись специальные тропари святому, и тогда «Устав», отмечая эти тропари, предписывает: «…И входим в Церковь св. Петра и поется „Слава“ с тем же тропарем. Антифонов нет, а сразу Трисвятое…».— Протопресвитер Александр Шмеман. Евхаристия. Таинство Входа.
На каждом архиерейском совершении Литургии заметен след прежнего крестного хода перед Ней:
1. при входе архиерея в храм, протодиакон возглашает: «Премудрость», после чего хор поёт: «Достойно есть» (или задостойник) — то есть — песнопение, завершающее какое-то предыдущее богослужение (предполагаемый крестный ход),
2. до входа с Евангелием архиерей, по сути, не участвует в Литургии — он сидит на кафедре посреди храма, что косвенно свидетельствует о том, что антифоны Литургии в прежние времена пелись только вне храма на крестных ходах[4],
3. архиерей совершает проскомидию, точнее — заканчивает её совершение, только на «Херувимской песни», но никак не до Литургии оглашенных[5].

После торжественного входа в храм, раньше следовало, по терминологии священника Александра Шмемана «Таинство Слова», в которое входило:
1. чтение ветхозаветных паремий,
2. пение псалмов из Псалтири (сейчас исполняется только прокимен с одним стихом, и аллилуиарий со стихом),
3. чтение Апостола,
4. чтение Евангелия,
5. произнесение проповедей: «пресвитеры поодиночке увещавают народ, а после всех их епископ, подобный кормчему.»[6]
6. усиленные молитвы (сугубая ектения),
7. благословение архиереем каждого оглашенного и проводы его из храма[7].

После чего диакона закрывали двери храма, в котором оставались только верные на Литургии верных, и совершали проскомидию — выбирали из принесённых приношений на жертвеннике, находившемся тогда  в притворе храма, наилучшие хлеб, вино и елей, торжественно вносили в храм (теперь в алтарь) и вручали архиерею (или священнику), который водружал Сие́ на престол.